# Chrysagria andina
Chrysagria andina är en tvåvingeart som beskrevs av Guilherme A.M.Lopes och Achoy 1986. Chrysagria andina ingår i släktet Chrysagria och familjen köttflugor.
Artens utbredningsområde är Ecuador. Inga underarter finns listade i Catalogue of Life.